# Aartsbisdom Hierapolis in Syria

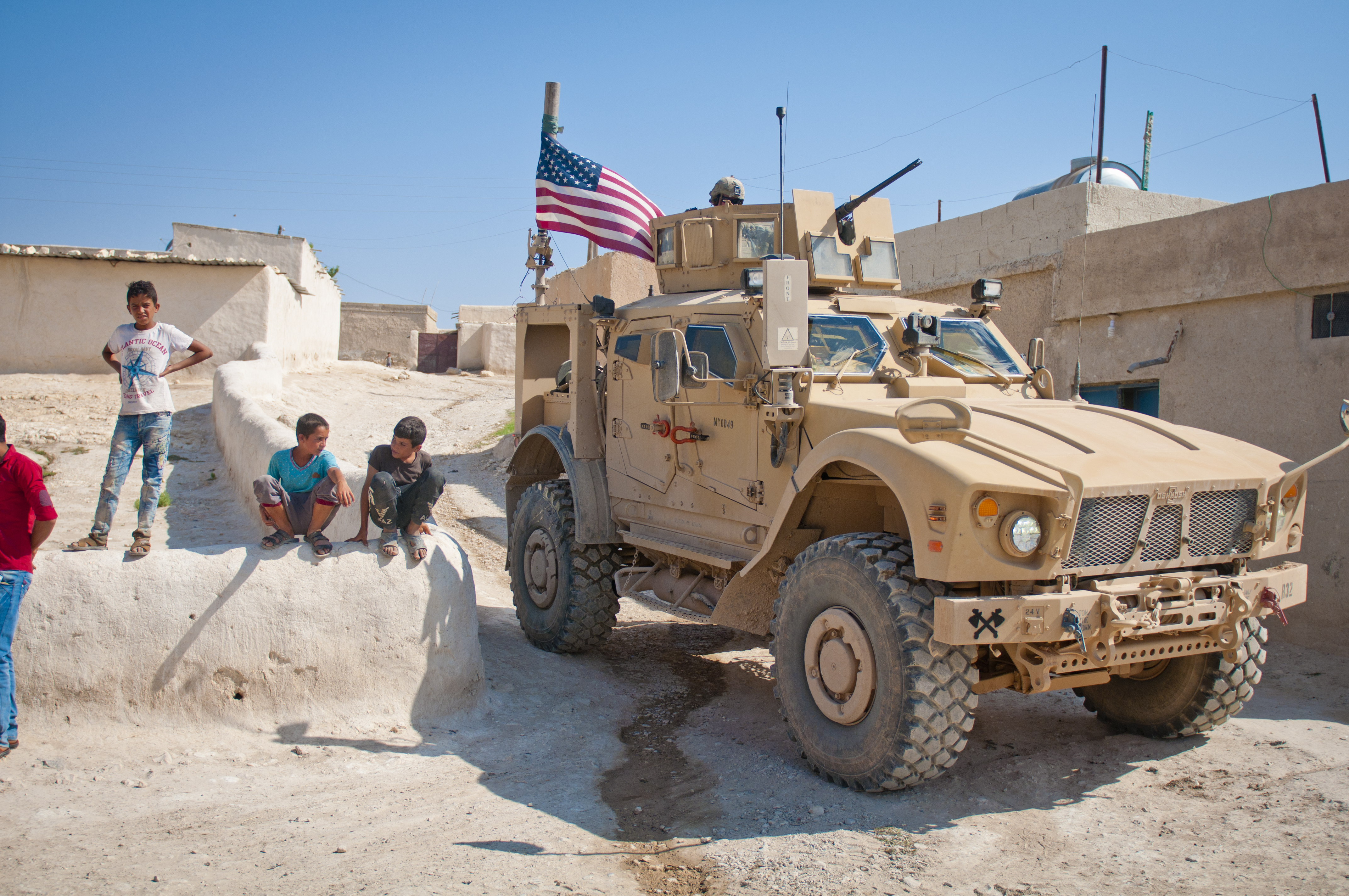
Hierapolis in Syria heet Manbij

Byzantijns-Arabisch grensgebied 7e-10e eeuw; Hierapolis (onderaan) met ten westen de Eufraat

Het aartsbisdom Hierapolis in Syria (Latijn: Archidioecesis Hierapolitana in Syria) (4e eeuw – 12e eeuw) was een aartsbisdom in de stad Hierapolis Bambyce, thans in het Arabisch Manbij genoemd. De stad ligt nabij Aleppo in Syrië. Het was een aartsbisdom in het Romeinse Rijk, het Byzantijnse Rijk en het kalifaat van de Abbasiden. Het is al meerdere eeuwen een titulair aartsbisdom.

## Orthodox aartsbisdom
Met de komst van het christendom werd de Grieks-Romeinse cultus van de godin Atargatis of Dea Syria afgeschaft. Er bestaan actueel geen resten meer van dit grote tempelcomplex voor de godin Atargatis. Het aartsbisdom Hierapolis in Syria bestond vanaf de 4e eeuw als bisdom en vanaf de 5e eeuw als aartsbisdom. Hierapolis Bambyce was de hoofdstad van de provincie Augusta Eufratensis, zowel in het Romeinse Rijk als in het Byzantijnse Rijk. Hierapolis was een welvarende stad en had militaire, commerciële en administratieve invloed over de hele streek aan de westelijke oever van de Eufraat. In het jaar 445 werd in de stad een concilie gehouden onder Syrische bisschoppen over de situatie van een zekere bisschop Perri.
Het aartsbisdom Hierapolis in Syria stond aan het hoofd van de kerkprovincie Eufratensis, die op haar hoogtepunt 16 suffragane bisdommen had. In de loop van de eeuwen werden verschillende van deze bisdommen zelf ook een aartsbisdom. De aartsbisschop bekleedde een belangrijke functie als ambtenaar van het Byzantijnse Rijk. Van de 4e eeuw tot de 7e eeuw was het aartsbisdom de zetel van Griekse en Byzantijnse bisschoppen binnen het patriarchaat van Antiochië. Tijdelijk was er een verzetshaard tegen de orthodoxe kerk door aanwezigheid van Nestorianen (5e eeuw). In de 5e eeuw scheurde het aartsbisdom Sergiopolis zich af.
Vanaf de 7e eeuw veroverde het kalifaat van de Abbasiden, onder meer, het gebied van Aleppo. Vanaf de 7e eeuw bekleedde de Syrisch-Orthodoxe Kerk de aartsbisschopszetel, want ambtenaren en bisschoppen die trouw waren aan de keizer van Byzantium waren gevlucht naar Byzantijns gebied. Het was een periode van oorlogen aan de grens tussen Byzantijnen en Arabieren. De Syrisch-Orthodoxe Kerk was gedoogd in Arabisch gebied. Deze christenen worden ook Jacobieten genoemd; de aartsbisschoppen van Hierapolis in Syria waren jacobitisch.
Vanaf de latere middeleeuwen verdween het aartsbisdom Hierapolis in Syria ten gevolge van inkapseling in het Ottomaanse Rijk.

## Titulair Rooms aartsbisdom
De Roomse kerk verleent, sinds de middeleeuwen, de titel van aartsbisschop van Hierapolis in Syria als een eretitel. Meerdere pauselijke diplomaten kregen deze eretitel.

## Enkele aartsbisschoppen
- Alexander van Hierapolis in Syria (5e eeuw): Nestoriaanse bisschop
- Philoxenus van Mabbug (5e-6e eeuw): tegenstander van de Nestorianen, ook miafysiet genoemd. Mabbug was een andere naam voor Hierapolis in Syria of Hierapolis Bambyce.
- Francesco (12e eeuw): hij was de enige Roomse aartsbisschop van Hierapolis in Syria die hier zetelde. Dit vond plaats ten tijde van de kruistochten. Zijn naam wordt eenmaal vermeld in het jaar 1136.
- Angelo Maria Dolci (20e eeuw): titulair aartsbisschop
- Ermenegildo Florit (20e eeuw): titulair aartsbisschop